# Пензенский дворянский институт
Пе́нзенский дворя́нский институ́т — среднее учебное заведение для сыновей потомственных и личных дворян, открытое в Пензе в 1844 году.

## История
В 1838 году при Пензенской гимназии был открыт Пансион, который с 1 января 1844 года был преобразован в Дворянский институт. В это учебное заведение принимали мальчиков — детей дворян в возрасте 10—12 лет после сдачи экзаменов по чтению, священной истории, письму и арифметике. Плата за содержание составляла 114 руб. 28 коп. в год. Обучение было семилетним. Содержался институт на отчисления дворян. Кроме общеобразовательной подготовки давались знания по агротехнике, землемеро-таксаторским работам, воспитанники обучались танцам, пению, игре на музыкальных инструментах. Распорядок дня был строгим: подъём в 6 час 30 минут, молитва, завтрак; затем занятия до 14 часов, до 19 часов отдых, и до 22 часов воспитанники учили уроки в рекреационном зале. Обязательно посещали по субботам всенощную, по воскресеньям обедню. Форма — куртка с красным воротником и медными пуговицами, по праздникам — мундир с позументом на воротнике.
С 1847 года началось строительство большого трёхэтажного здания по проекту, разработанному в архитектором П. С. Гессом в Главном управлении путей сообщения и публичных зданий; до его постройки институт размещался в двухэтажном деревянном здании на Дворянской улице. 8 января 1852 года занятия начались в новом здании. На первом этаже располагались вестибюль, гардеробная, шинельная, квартира и кабинет директора из 5 комнат, квартира и кабинет инспектора из 4 комнат, канцелярия, комната фельдшера, аптека, лазарет, столовая. На втором находились физический кабинет и кабинет естественной истории, актовый зал, библиотека, физкультурный зал. На третьем — церковь Св. равноапостольного князя Александра Невского, спальни учащихся, умывальные комнаты.
В 1858 году был допущен прием в институт полупансионеров.
Здесь преподавали математики Н. Н. Панов и И. Н. Ульянов (1855—1863), словесники В. И. Захаров и В. И. Логинов, историки Е. А. Белов и В. Х. Хохряков (с 1854 года), естественную историю вели М. А. Дмитриевский, А. П. Горизонтов, В. А. Ауновский.
Среди воспитанников института: писатель и публицист В. А. Слепцов, основоположник педиатрии Н. Ф. Филатов, криминалист Н. А. Неклюдов, генерал-лейтенант Д. И. Аврамов, генерал-майор А. П. Байковский.
Директора института: Н. А. Панютин (руководил пансионом с 1841, затем институтом), Э. И. Цилли, П. Г. Огонь-Догановский, А. В. Тимофеев, Р. А. Шарбе (с 1861), А. С. Савин.
Летом 1863 года институт был закрыт из-за материальных затруднений дворянства.
В 1868 году здание было передано 1-й мужской гимназии.